# Hubert Velud
Hubert Velud (ur. 8 czerwca 1959 w Villefranche-sur-Saône) – francuski trener piłkarski. Podczas kariery trenerskiej prowadził tylko kluby rodzime, m.in.: Paris FC, czy Clermont Foot. W 2009 roku został selekcjonerem reprezentacji Togo.
Podczas feralnego zdarzenia, kiedy to rebelianci angolscy ostrzelali autobus z togijskimi zawodnikami, Velud został postrzelony w ramię.